# Kradinan (Dolopo)
Kradinan is een bestuurslaag in het regentschap Madiun van de provincie Oost-Java, Indonesië. Kradinan telt 4330 inwoners (volkstelling 2010).